# Sätra brunn
Sätra brunn är en tätort i Sala kommun. Orten är känd som kurort och genomkorsas av länsväg U 771.

## Sätra brunns kurort
Det berättas hur häradshövdingen Gyllenhöök varit lam och druckit ur källan två somrar i rad. Ryktet spred sig till provinsialläkaren Skragge. År 1700 upptäcktes en källa med hög mineralhalt av provincialmedicus Samuel Skragge, vilket ledde till etableringen av en kurortsverksamhet. 1747 donerade biskop Andreas Kalsenius kurorten till Uppsala universitet, i vars ägo anläggningen var fram till 1998. Sedan 2002 drivs Sätra brunn av Sätra Brunn ekonomisk förening och verksamheten består främst av konferenser, spa, restaurang och logi.

## Sätra brunns kyrka
Sätra brunns kyrka som idag finns på området invigdes 1867 av biskop Carl Olof Björling och har främst fungerat som sommarkyrka, även om vissa gudstjänster har hållits på vintern. Under Kila kyrkas renovering 1935–1936 fungerade Sätra brunns kyrka som församlingskyrka för Kila församling.

## Befolkningsutveckling
| Befolkningsutvecklingen i Sätra brunn 1960–2020                                                                       | Befolkningsutvecklingen i Sätra brunn 1960–2020 | Befolkningsutvecklingen i Sätra brunn 1960–2020 | Befolkningsutvecklingen i Sätra brunn 1960–2020 | Befolkningsutvecklingen i Sätra brunn 1960–2020 |
| --- | ----------------------------------------------- | ----------------------------------------------- | ----------------------------------------------- | ----------------------------------------------- |
| |                                                 |                                                 |                                                 |                                                 |
| År |                                                 |                                                 | Folkmängd                                       | Areal (ha)                                      |
| 1960 | 1960                                            |                                                 | 169                                             | ¤                                               |
| 1965 | 1965                                            |                                                 | 205                                             |                                                 |
| 1970 | 1970                                            |                                                 | 254                                             |                                                 |
| 1975 | 1975                                            |                                                 | 323                                             |                                                 |
| 1980 | 1980                                            |                                                 | 315                                             |                                                 |
| 1990 | 1990                                            |                                                 | 291                                             | 69                                              |
| 1995 | 1995                                            |                                                 | 331                                             | 70                                              |
| 2000 | 2000                                            |                                                 | 299                                             | 70                                              |
| 2005 | 2005                                            |                                                 | 325                                             | 70                                              |
| 2010 | 2010                                            |                                                 | 335                                             | 69                                              |
| 2015 | 2015                                            |                                                 | 329                                             | 80                                              |
| 2020 | 2020                                            |                                                 | 324                                             | 79                                              |
| Anm.: Ny tätort 1965. Namnändring 1980 från Sätrabrunn till Sätra brunn. ¤ Som tätortsbebyggelse med 150-199 invånare |                                                 |                                                 |                                                 |                                                 |